# Крещение Святым Духом
Крещение Святым Духом — термин христианского богословия, встречающийся в Новом Завете и обозначающий событие в жизни христианина или в истории христианской церкви.
В христианстве термин «крещение Святым Духом» понимается по-разному, — споры ведутся как между конфессиями, так и внутри них. Предметами спора являются само значение этого термина и связанные с ним вопросы (когда происходит, как влияет на жизнь верующего, все ли христиане имеют «крещение Святым Духом»). Ведётся дискуссия о том, является ли «крещение Святым Духом» синонимом таких понятий как «крещение Духом», «духовное крещение», «исполнение Духом (Святым)», «схождение Духа (Святого)», «рождение в Духе Святом» (от Духа Святого), «излияние Святого Духа», «помазание Святым Духом» и «принятие Святого Духа».

## Термин в Библии
Термин «крещение Духом Святым» встречается четыре раза в Евангелиях (Мф. 3:11, Мк. 1:8, Лук. 3:16, Иоан. 1:33) и два раза в Книге Деяний (Деян. 1:5, Деян. 11:16).

### 1Кор.12:13
Некоторые богословы считают, что о крещении Святым Духом также говорится в 1Кор. 12:13: «Ибо все мы одним Духом крестились в одно тело».
Однако K. D. Yun указывает на то, что по толкованию большинства пятидесятников есть разница между данным отрывком и предыдущими шестью упоминаниями «крещения Святым Духом». Так, в первых шести отрывках крестящим лицом выступает Иисус Христос, в отрывке из 1 Кор. крестящим лицом, по мнению большинства пятидесятников, выступает Святой Дух и в первых шести отрывках верующий крестится («погружается») в Дух Святой, в отрывке из 1 Кор. верующий крестится («погружается») в Церковь (Тело Христа).
По мнению известного богослова Джона Мак-Артура, в 1Кор. 12:13, как и в остальных перечисленных, крестителем выступает Христос, а Святой Дух выступает в роли «действующей силы», производящей крещение. Он отмечает, что ни одно место Нового Завета не переводится как «крещение Святого Духа». В данном отрывке было бы правильно перевести крещение «при помощи одного Духа», но крестителем остаётся Христос, который крестит — в тело (то есть Церковь).

### Похожие термины
В других местах Библии присутствуют схожие термины: «излияние Духа» (Иоил. 2:28, 29, Ис. 44:3), «принятие Духа» (Иоан. 7:39, Иоан. 20:22, Деян. 8:15, Деян. 10:47), «исполнение Духом» (Деян. 2:4, Еф. 5:18) и др. В пятидесятническом  и баптистском богословии их иногда отождествляют с крещением Святым Духом.

Эль Греко «Сошествие Святого Духа на апостолов», 1597 год

### Примеры крещения Святым Духом
- День Пятидесятницы (Деян. 2:1—4)[3][4]
- Пробуждение в Самарии (Деян. 8:5—17)[3][4]
- Савл в Дамаске (Деян. 9:17—18)[3][4]
- Дом Корнилия (Деян. 10:44—48)[3][4]
- Павел в Ефесе (Деян. 19:1—7)[3][4]

## В католицизме
Согласно учению Римско-католической церкви рождение в Святом Духе происходит с каждым человеком в момент его водного крещения. При этом, Святой Дух снисходит на воду, и получающие крещение рождаются «от воды и духа».
Обогащение силой Святого Духа осуществляется через таинство миропомазания. Дабы ознаменовать получение Святого Духа, совершается помазание благовонным маслом. Христианин, принимающий конфирмацию получает печать Святого Духа. При этом, священник произносит: «Прими знамение дара Святого Духа» Подобно крещению, таинство миропомазания даётся только один раз.
При этом, в католической церкви растёт число верующих, вовлечённых в движение харизматического обновления. Католики-харизматы понимают крещение Святым Духом как отдельный этап в духовной жизни, точно так же, как пятидесятники.

## В православии
Учение о крещении Святым Духом в православии аналогично католическому. Крещение Святым Духом происходит с христианином в таинствах Крещения и Миропомазания (совершающегося в православной традиции сразу после Крещения).
Концепция «стяжания (приобретения) Святого Духа», озвученная Серафимом Саровским в пересказе Н. А. Мотовилова содержит много общего с представлением о крещении Святым Духом как особом этапе духовной жизни, который, однако, толкуется скорее как процесс, нежели момент.
С 1970-х годов некоторые православные общины оказались затронутыми движением харизматического обновления с его пятидесятническими представлениями о крещении Святым Духом. Так, в 1978 году архиепископ Греческой православной архиепископии Америки Иаков официально одобрил деятельность харизматического православного архимандрита о. Евсевия Стефану. По признанию Стефану, крещение Святым Духом (в пятидесятническом понимании) революционным образом изменило его жизнь и служение. В харизматическом движении также участвовали ряд священников из Антиохийской православной церкви и игумен Русской православной церкви Евмений (Перистый).

## В протестантизме
В ряде протестантских традиций «крещение Святым Духом» рассматривается как единичное событие в жизни церкви, произошедшее в День Пятидесятницы и более не повторяющееся. Англиканская, лютеранская и реформатская церкви полагают, что крещение Духом Святым совершается в момент конфирмации. При этом, в богословии данных конфессий термин «крещение Святым Духом» использовался редко.

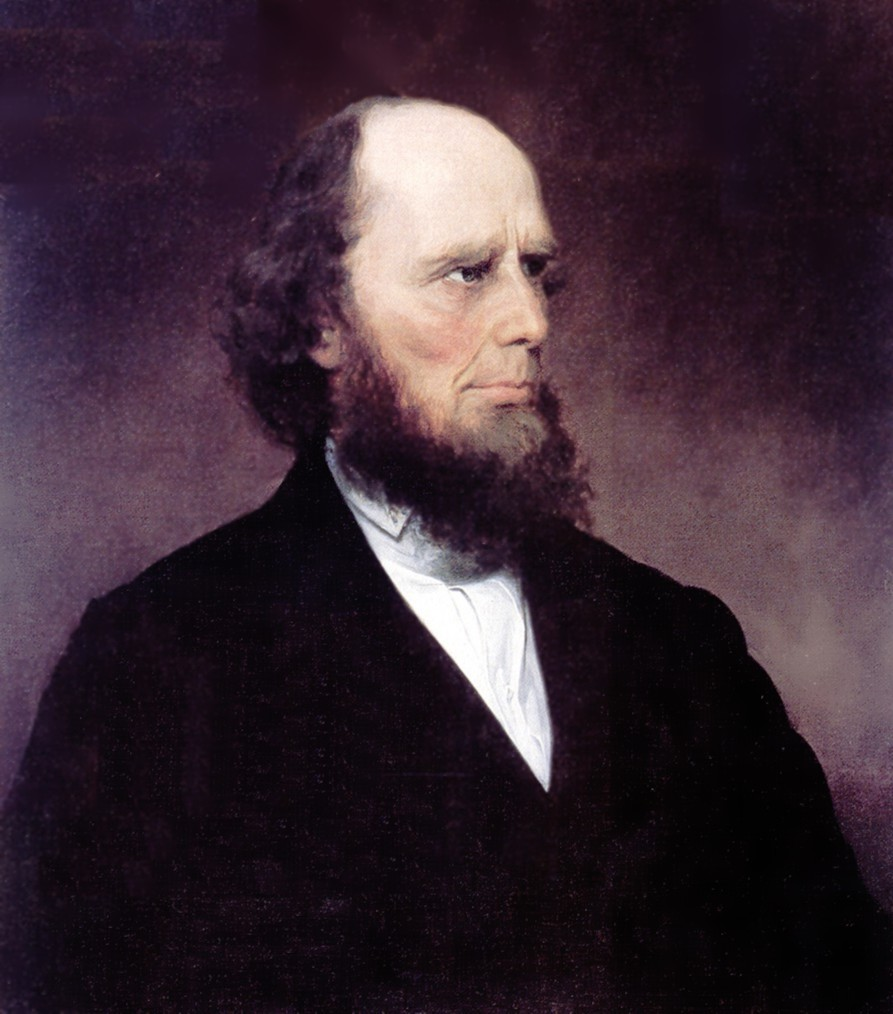
В широкое употребление термин «крещение Святым Духом» ввёл пресвитерианский служитель, лидер Второго великого пробуждения Чарльз Финни

Возможно, первым протестантским богословом, использовавшим словосочетание «крещение Святым Духом» был Джон Флетчер (1729—1785), методистский теолог и современник Уэсли. Под крещением Святым Духом Флетчер понимал духовный опыт, который следует за возрождением и даёт получившему его человеку духовную силу и внутреннее очищение. Данный опыт отождествлялся с теорией Уэсли о «втором действии благодати» (т. н. «полном освящении»). В широкое употребление термин «крещение Святым Духом» ввёл пресвитерианский служитель и лидер Второго великого пробуждения Чарльз Финни (1792—1875). Перфекционистский служитель Дуайт Муди (1837—1899) указывал, что крещение Святым Духом — это привилегия каждого верующего, необходимая всем членам церкви. На протяжении XIX века тысячи методистов из движения святости утверждали, что пережили опыт крещения Святым Духом.
Крещению Святым Духом уделяли внимание и проповедники из кезвикского движения «Высшая жизнь». Кезвикские богословы видели в крещении Святым Духом отдельное духовное переживание, следовавшее после рождения свыше и наделявшее верующих «духовной силой для служения». Видным представителем этих взглядов был конгрегационалистский служитель Р. А. Торри (1856—1928). Основатель движения евангельских христиан в России Василий Пашков, находясь под влиянием работ Торри, также видел в крещении Святым Духом опыт, следующий после рождения свыше.
В конце XIX века баптистский проповедник А. Д. Гордон (1836—1895) разработал систему взглядов на крещение Святым Духом, получившую распространение в баптизме и некоторых родственных ему течениях. В данной концепции уникальный, не повторяющийся опыт крещения Святым Духом верующий переживает при рождении свыше. В дальнейшей жизни, христианин переживает «исполнение Святым Духом».
Богословские взгляды Д. Флетчера, Ч. Финни, Д. Муди, Р. Торри подготовили почву для возникновения и развития пятидесятнического вероучения о крещении Святым Духом. В настоящее время, во всех крупных протестантских конфессиях (включая зарубежный баптизм и адвентизм) существуют харизматические общины, принимающие догмат о крещении Святым Духом в его пятидесятническом понимании.

### Среди ЕХБ
Баптистское представление о крещении Святым Духом существенно отличается от пятидесятнического. Среди евангельских христиан-баптистов понятие крещение Святым Духом тесно связано с концепцией возрождения («рождения свыше»). В Новом Завете крещение Святым Духом не является ни водным крещением, ни исполнением Святым Духом, ни переживанием, следующим после возрождения и спасения человека[нужна атрибуция мнения], — это совершенно разные события, хотя и иногда совпадающие по времени, как, например, крещение и исполнение Святым Духом совпало в День Пятидесятницы (Деян. 2:4). Крещение Святым Духом представляет собой единократное действие, тогда как исполнение Святым Духом происходит снова и снова, являясь повторяемым событием.
Рассуждая о крещении Святым Духом, Сергей Санников проводит параллель с Иоанновым крещением. Иоанн Креститель крестил (то есть погружал) водою, но вода была не целью, а средством. Целью было покаяние. Так и при крещении Духом Святым, отмечает Санников, Дух Святой играет роль не цели, а средства. Иисус Христос крестит (погружает) Духом Святым в Тело Христово (то есть Церковь). И об этом говорит Апостол Павел: «Ибо все мы одним Духом крестились в одно Тело» (1Кор. 12:13). «То есть крещение Святым Духом есть процесс погружения, или присоединения человека к Телу Христа, а Тело Его, как указывает Новый Завет, — это Его Невеста, Церковь», — утверждает С. В. Санников.
При этом, подчёркивает Санников, в Новом Завете нет никакого указания о том, что людям следует делать, чтобы креститься Святым Духом. Это говорит о том, что крещение Святым Духом не цель, а средство, чтобы достичь состояния искупленного чада Божия. И это значит, что практически все этапы проходят без человеческого участия, а совершаются Иисусом Христом. Иначе Библия была бы полна указаний, как достичь этого состояния.
Каждый истинно уверовавший в Иисуса, как Господа, был крещён Святым Духом в Тело Христа в момент своего обращения. Этот акт уникален и неповторим для каждого верующего и не является привилегией отдельной группы людей. При этом отличительным признаком крещения человека Святым Духом является наличие плодов Святого Духа (перечисленных в Гал. 5:22-23), а не даров. Согласно современному вероучению ЕХБ, видимым доказательством крещения Святым Духом служит изменение поведения человека, выраженное в отказе от греховного образа жизни.

### В пятидесятничестве

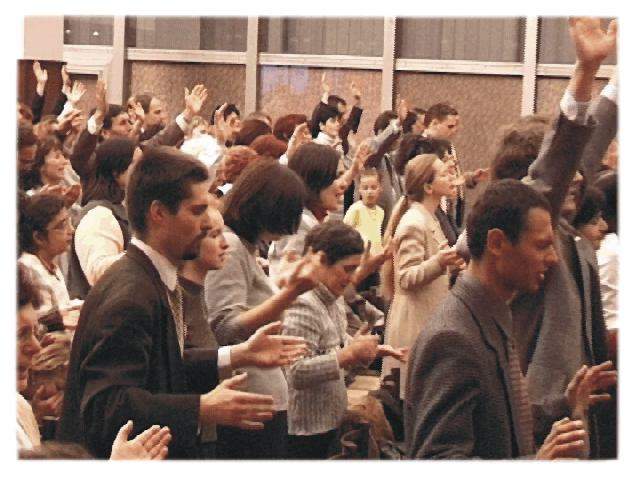
Молитвы в пятидесятнических церквах часто сопровождаются говорением на иных языках

Крещение Святым Духом является одним из главных догматов пятидесятников. Особое понимание крещения Святым Духом сделало этот догмат отличительной особенностью всего пятидесятнического движения.
Пятидесятники видят в «крещении Святым Духом» отдельное событие, являющееся кульминационным в духовной жизни христианина.
В момент крещения Святым Духом сердце человека наполняется присутствием Святого Духа и становится «жилищем» для Него. Крещению Святым Духом обязательно предшествует покаяние и рождение свыше.
Традиционные пятидесятники считают, что обязательным доказательством (подтверждением, внешним видимым признаком) того, что человек был крещён Святым Духом, является говорение на иных языках.
В некоторых церквях (Пятидесятническая церковь «Елим», Евангелическая пятидесятническая церковь Чили) говорение на иных языках не является обязательным.
Человек, крещённый Святым Духом, может также получить и другие духовные дары.
Целью крещения Святым Духом является также и исполнение христианина сверхъестественной силой Божией, которая необходима для нравственной жизни и эффективного служения Богу.

#### Критика пятидесятнической концепции
Больше всего споров среди богословов вызывает вопрос о том, наделяет ли в современный период при крещении Дух Святой христиан чудесными дарами-знамениями (такими как дар исцеления, изгнания бесов и особенно глоссолалия — «говорением на иных языках») и если да, то каждый ли христианин должен получать и проявлять их.
Пятидесятники верят, что уже ставший христианином человек должен усердно добиваться «крещения Духом», при получении которого он переживает ряд различных явлений — «дар иных языков», чувство эйфории, видения и другие подобные эмоциональные переживания. «Это дает возможность считать, что христианство — это цепь „переживаний“, — отмечает протестантский богослов, автор книги „Харизматики“ Джон Мак-Артур. — Сравнивать, кто получит более яркие и сенсационные переживания становится почти соревнованием. И даже самые невероятные утверждения не подвергаются сомнению или вопросам».
Те, кто отвергает идею о том, что Дух Святой в обязательном порядке наделяет христиан дарами-знамениями, приводят несколько групп аргументов:
- Во-первых, в 1Кор. 12:13 не утверждается, что все крещённые Духом коринфяне засвидетельствовали какие-то необычные дары. А если согласно 1Кор. 12:29—30 их у них нет, то крещение Святым Духом не может быть однозначно приравнено к принятию Его даров[31].
- Во-вторых, как свидетельствует история, эти дары, имевшие место в Церкви времён Апостолов, затем прекратились и на протяжении большей части церковной истории были практически неизвестны. А если проявлялись время от времени, то, как правило, в изолированных группах, имевших неортодоксальные взгляды по ряду других важных учений Церкви. Некоторые богословы при этом ссылаются на Евр. 2:3—4 и утверждают, что назначением чудесных даров было утверждение Божьего откровения и воплощения и подтверждение его подлинности. По достижении этой цели в дарах-знамениях исчезла необходимость и они исчезли[32].
- Во-третьих, схожие явления (особенно глоссолалия) с библейских времён и до наших дней наблюдались там, где они никак не могут быть истолкованы как дары Святого Духа, — в других религиях, в практике колдунов, знахарей, экстрасенсов. Кроме того, психологи установили аналогию между проявлениями глоссолалии и некоторыми случаями повышенной внушаемости, «промывания мозгов» или электрошоковой терапии[33].
- Особый интерес вызывают исследования случаев глоссолалии лингвистами. Дело в том, что часть сторонников глоссолалии утверждает, что речь идёт о реально существующих человеческих языках, которых слушатели просто не знают. Однако лингвистические исследования показали, что во многих подобных случаях издаваемый звуковой ряд не имеет достаточного числа характерных особенностей языка и потому не может быть классифицирован как язык[33].